# Beaver Creek (Little Wind River)
Der Beaver Creek ist ein etwa 144 km langer, rechter Nebenfluss des Little Wind River im Zentrum des US-Bundesstaates Wyoming.

## Verlauf
Der Beaver Creek entspringt in der südöstlichen Wind River Range innerhalb des Shoshone National Forest im südwestlichen Fremont County auf einer Höhe von etwa 2760 m, rund 10 km nördlich von South Pass City und 30 km südlich von Lander. Von dort fließt er zunächst in östliche Richtung, unterquert den South Pass Highway und verlässt die Bergkette durch mehrere Schluchten. Der Fluss wendet sich nach Norden, unterquert den U.S. Highway 287 und erreicht das Wind River Basin. In stark mäandrierendem Verlauf fließt der Beaver Creek durch das Becken, erhält einige unbedeutende Nebenflüsse und unterquert oberhalb seiner Mündung den Wyoming Highway 789, bevor er östlich von Arapahoe und südwestlich von St. Stephens auf einer Höhe von 1511 m in den Little Wind River mündet. Der Beaver Creek ist der längste Nebenfluss des Little Wind River und länger als der Fluss, in den er mündet.

## Hydrologie
Der Beaver Creek ist als Nebenfluss des Little Wind River Teil des Einzugsgebietes des Wind River, der über Bighorn River, Yellowstone River, Missouri und Mississippi in den Golf von Mexiko entwässert. Das Einzugsgebiet des Beaver Creek umfasst ein Areal von etwa 1100 km² und grenzt an die Einzugsgebiete von Alkali Creek und Muskrat Creek im Osten, Sweetwater River im Süden sowie Popo Agie River im Westen. Der mittlere Abfluss am Pegel oberhalb der Mündung in Arapahoe beträgt 0,53 m³/s, die größten Abflüsse finden sich in den Monaten Mai und Juni.

## Belege
1. 1 2 3 4 5  Beaver Creek. In: Geographic Names Information System. United States Geological Survey, United States Department of the Interior (englisch).
2. ↑  USGS 06235000 BEAVER CREEK NEAR ARAPAHOE, WY. Abgerufen am 17. November 2024.